# Friedrich August Joseph von Nauendorf
Friedrich August Joseph von Nauendorf (Geilsdorf, 3 agosto 1749 – Troppau, 30 dicembre 1801) è stato un generale tedesco al servizio del Sacro Romano Impero durante la guerra di successione bavarese e nelle prime guerre rivoluzionarie francesi.

## Biografia
Friedrich August Joseph nacque il 3 agosto 1749 a Geilsdorf, nell'allora Principato Elettorale di Sassonia. Entrò negli ussari dell'Esercito del Sacro Romano Impero nel 1763, combattendo nella guerra di successione bavarese nel 30º Reggimento ussari, venendo impegnato già nei primissimi giorni del conflitto quando, il 5 luglio 1778, il generale prussiano von Wunsch aprì le ostilità attraversando il confine per occupare la città di Nachod, dove si scontrò con cinquanta ussari agli ordini di von Nauendorf che lo respinsero indietro; per l'azione Nauendorf venne promosso maggiore (Major) il 7 luglio. Il 6 agosto Nauendorf guidò una temeraria incursione contro un convoglio nemico facendo 3 ufficiali e 110 soldati prigionieri, oltre a un bottino di 476 cavalli e 253 carri di rifornimenti. Dopo un altro raid di successo condotto il 3 marzo 1779, l'imperatore Giuseppe II lo nominò conte di Nauendorf il 12 marzo e cavaliere dell'Ordine militare di Maria Teresa il 19 maggio.
Tenente colonnello (Oberstleutnant) dal 1784, Nauendorf tornò in azione durante la guerra contro l'Impero ottomano del 1788-1789. Il 23 ottobre 1788, alla testa di sei squadroni di ussari, sconfisse la retroguardia ottomana catturando il villaggio di Panscowa, già reduce qualche giorno prima di una vittoria in inferiorità numerica (due squadroni) contro 1.200 cavalieri Spahi. Nel 1789 fu promosso colonnello (Oberst) e, durante l'anno, ottenne altri successi conquistando l'isola di Borecs (16 settembre) e l'abitato di Kladovo (9 novembre); quest'ultimo fatto gli valse la nomina a colonnello onorario (Inhaber) del 30º Reggimento ussari "Wurmser".
Nel 1792, alla vigilia della guerra della prima coalizione contro la Francia, era schierato nel Basso Reno, attorno Treviri e lungo la Mosella, respingendo efficacemente i francesi del generale La Baroliére a Pellingen, Merzkirchen e Oberleuken. Dopo essere stato promosso maggior generale (Generalmajor) il 16 marzo 1793, nel 1795 venne aggregato all'Armata del Basso Reno del feldmaresciallo Carlo Giuseppe de Croix, giocando un ruolo chiave nella battaglia di Magonza: attraversando con i suoi cavalieri e fanti il fiume Meno dalla sponda meridionale, obbligò i francesi a ritirarsi a Hochheim am Main, facendo diversi prigionieri. Il 13 ottobre batté ancora la retroguardia francese a Niedernhausen, catturando 5 cannoni e 31 carri di rifornimenti, ripetendosi il 29 ottobre contro i francesi in fuga dall'assedio di Magonza. Più importante fu la sua vittoria del 6 novembre a Rochenhausen, che impedì ai francesi di unire in un'unica armata gli eserciti del Reno e della Sambre-Mosa. I suoi meriti gli vennero riconosciuti il 18 dicembre con la nomina a commendatore dell'Ordine militare di Maria Teresa.
Von Nauendorf si impegnò quindi efficacemente con la seconda coalizione a frustrare i tentativi del generale francese Moreau di attraversare il Danubio, facendo ancora carriera il 1º marzo 1797 quando ricevette la promozione a tenente feldmaresciallo (Feldmarschallleutnant). Nel 1799 fu designato Inhaber dell'8º Reggimento ussari, partecipando alle vittoriose battaglie di Ostrach e Stockach prima di essere inviato a sud, per attraversare il Reno a Costanza, diretto in Svizzera. Qui, il 4 giugno, comandò l'ala destra austriaca nella prima battaglia di Zurigo, combattendo poi nel 1800 a Engen (3 maggio), Mösskirch (5 maggio) e Biberach (9 maggio). Si ritirò per motivi di salute alla fine della campagna, morendo a Troppau, nell'allora Ducato dell'Alta e Bassa Slesia, il 30 dicembre 1801.